# Stromboli (film)
Pour les articles homonymes, voir Stromboli (homonymie).
Pour plus de détails, voir Fiche technique et Distribution.
Stromboli (titre original : Stromboli, terra di Dio) est un film italien de Roberto Rossellini sorti en 1950.
Stromboli est considéré comme un classique du néoréalisme italien. L’omniprésence du volcan, l’âpreté de l’environnement géographique et social, et les différences sociales des personnages du couple en sont les éléments principaux. C’est aussi l’occasion de peindre une microsociété, en marge du monde, dont l’existence est conditionnée par les rythmes des pêches et l’activité du volcan. L’insularité du cadre augmente le caractère oppressant d'une situation qui semble sans issue.

## Synopsis
Au lendemain de la Seconde Guerre mondiale, Karen, réfugiée lituanienne, est retenue dans un camp en Italie. Karen a été la maîtresse d’un officier allemand, raison pour laquelle elle se retrouve en 1945 dans un camp de prisonniers italiens.
Antonio lui fait la cour de l’autre côté des barbelés, mais elle rêve de fuir l’Europe pour s’installer en Argentine. Aussi, quand sa demande est refusée, elle accepte d’épouser le jeune homme et de partir avec lui sur son île, où il exerce le métier de pêcheur. Elle se marie pour sortir du camp, sans amour, avec un homme qui ne parle pas sa langue et avec qui elle communique difficilement.
Mais l'île est celle du volcan Stromboli, à la terre pleine de lave aride, aux habitants en proie à la superstition et à la méfiance. Dès son arrivée, Karen sent qu’elle ne peut vivre dans cet endroit, ils s’installent pourtant dans la masure familiale d'Antonio. La différence de leurs origines sociales va accentuer leur incompréhension. La maison est restaurée, elle essaie de l’égayer mais le changement n’est pas accepté par son mari. Une éruption du volcan, la pluie de bombes volcaniques et les coulées de lave contraignent toute la population à prendre la mer sur les bateaux de pêche, où elle passe la nuit en récitation de litanies. Une fois le Stromboli calmé, Karen, enceinte de trois mois, veut fuir cette vie misérable. Sa visite à la couturière qui est aussi une prostituée et la scène du presbytère où elle cherche à séduire le prêtre pour lui soutirer de l’argent avant de renier sa religion achèvent de la faire rejeter de tous, tandis que son mari, exaspéré d'être la cible des moqueries du village, se met à la battre.
Karen refuse de surcroît que son enfant naisse dans ce lieu où le Stromboli peut à tout moment entrer en éruption et les mettre en danger. Elle ne peut quitter l'île que depuis le village de Ginostra, de l'autre côté du volcan, où se trouvent des bateaux à moteur, et où elle pourra rejoindre le gardien du phare, rencontré plus tôt, qui s'est engagé à l'aider à s'enfuir. Comme aucun chemin ne mène à Ginostra, elle pense le rejoindre en passant par le volcan, mais elle s'égare bientôt et passe la nuit au sommet. Au matin, elle implore l’aide de Dieu pour échapper au volcan.

## Fiche technique
Sauf indication contraire, les informations mentionnées dans cette section peuvent être confirmées par la base de données cinématographiques IMDb,  présente dans la section « Liens externes ».
- Titre français : Stromboli[1]
- Titre original : Stromboli ou Stromboli, terra di Dio (litt. « Stromboli, terre de Dieu »)
- Réalisation : Roberto Rossellini

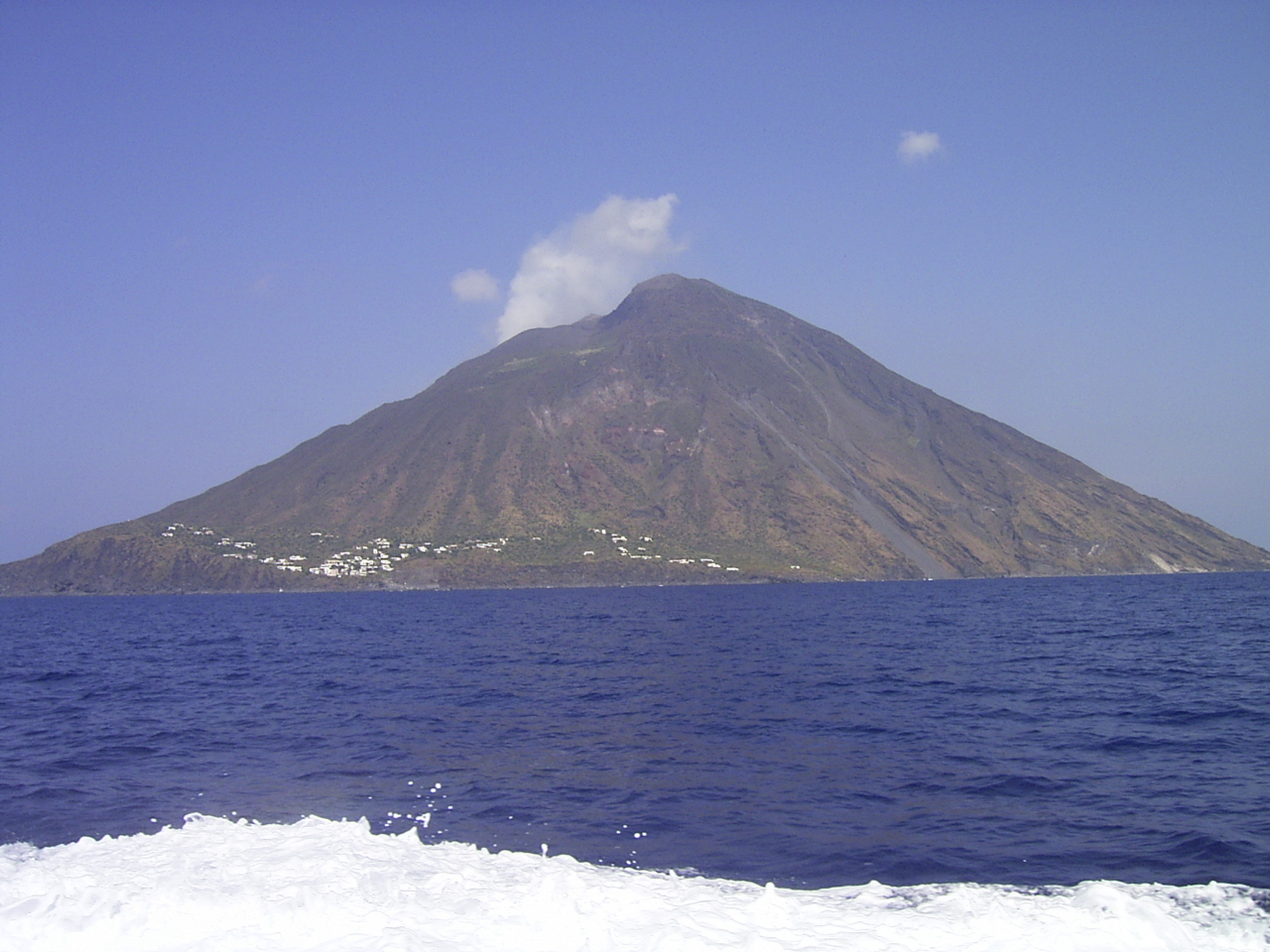
Stromboli, l'île-prison d'Ingrid Bergman.

- Scénario : Roberto Rossellini, Sergio Amidei et Gian Paolo Callegari
- Dialogues : Art Cohn et Renzo Cesana
- Photographie : Otello Martelli
- Montage : Jolanda Benvenuti (it) et Roland Gross
- Son : Eraldo Giordani, Terry Kellum
- Musique : Renzo Rossellini
- Production : Roberto Rossellini
- Société de production : Berit Film, RKO
- Tournage : 4 avril au 2 août 1949, à Stromboli et au hameau de Farfa à Fara in Sabina (le camp de personnes déplacées)
- Pays de production :  Italie
- Genre : drame
- Format : Noir et blanc - 1,37
- Durée : 
  - Italie : 100 minutes (sortie cinéma / DVD / BluRay)
  - France : 103 minutes (sortie cinéma) ; 101 minutes (DVD « Films sans frontières ») ; 107 minutes (BluRay Criterion)
- Sortie :
  - États-Unis : 15 février 1950
  - Italie : 8 octobre 1950 (Turin)
  - France : 18 octobre 1950
- Affiche : Boris Grinsson (France)

## Distribution
- Ingrid Bergman : Karen
- Mario Vitale : Antonio
- Renzo Cesana : le prêtre
- Mario Sponza : le gardien du phare

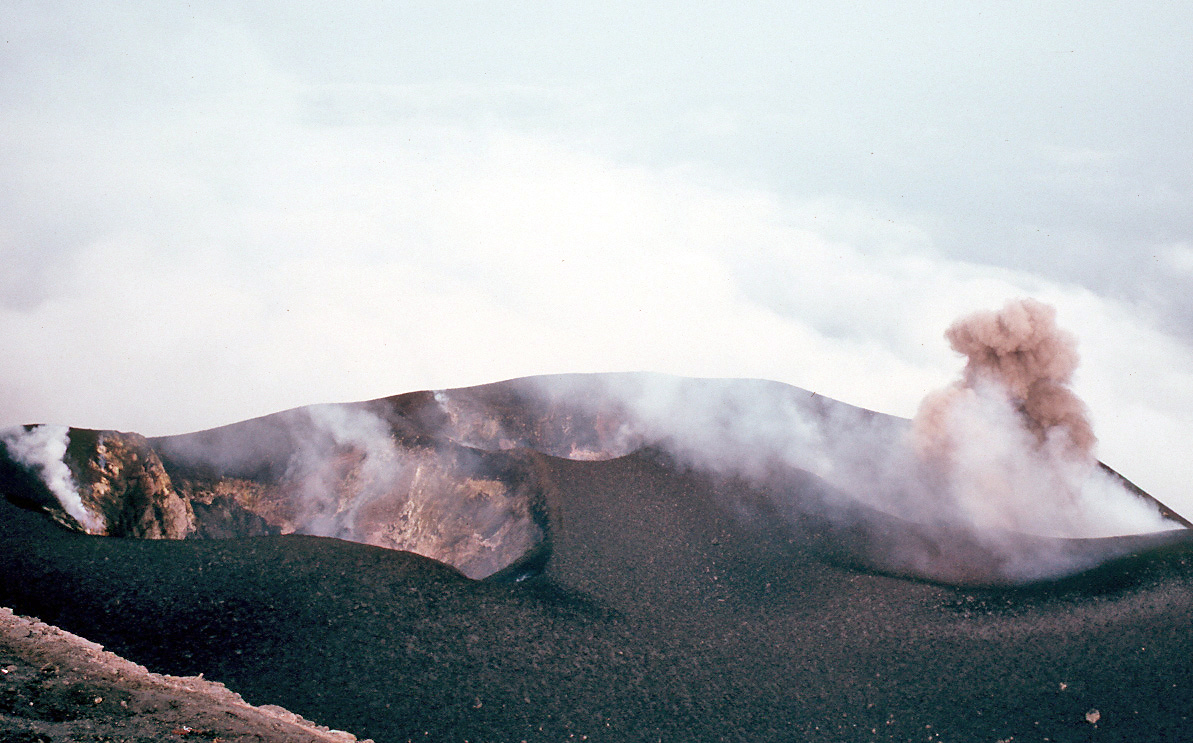
Une éruption du volcan.

- Roberto Onorati : l'enfant
- les habitants de l'île de Stromboli

## Lieux de tournage
Le film a été tourné sur l'île-volcan de Stromboli, une des îles Éoliennes au nord de la Sicile. Les habitants des villages, situés au pied du volcan, ont participé au tournage du film, et où l'on peut observer notamment, dans une scène, la pêche au thon traditionnelle, avec l'utilisation de la Mattanza.
Une éruption imprévue, mais bienvenue au regard du scénario, eut lieu pendant le tournage.

## Distribution
À l'origine, Anna Magnani devait tenir le rôle de Karen ; elle avait déjà travaillé avec Rossellini sur les films Rome, ville ouverte et L'amore. Ingrid Bergman hérita du rôle, puis commença une liaison avec le réalisateur. Cette relation particulière (ils étaient encore mariés chacun de leur côté) attira la presse internationale sur l'île-volcan, en dépit de son aridité et de son manque de structures d’accueil.
Mario Vitale, qui interprète le rôle d’Antonio, n'avait été engagé par la production que comme manœuvre, pour le transport de matériel.